# Esp8266
ESP8266 er en billig WiFi-chip med indbygget MCU produceret af det kinesiske firma Espressif Systems.